# Сафаров, Бекмурот
Бекмурод Сафаров — советский хозяйственный и государственный деятель, лауреат Государственной премии СССР за выдающиеся достижения в труде.

## Биография
Родился в 1936 году в Таджикской ССР. Член КПСС.
В 1952—1991 годах — хлопкороб, звеньевой хлопководческого звена, бригадир комсомольско-молодежной хлопководческой бригады колхоза «Пахтакор» Шаартузского района Курган-Тюбинской области Таджикской ССР.
За существенное повышение эффективности и качества работы и получение на этой основе высоких урожаев овощей, картофеля, винограда, хлопка, табака и кормовых культур был в составе коллектива удостоен Государственной премии СССР за выдающиеся достижения в труде 1977 года.
Жил в Хатлонской области Таджикистана.

## Награды
- Орден Ленина
- Орден Дружбы народов (26.02.1981)
- Орден Знак Почёта